# NGC 7449
NGC 7449 is een elliptisch sterrenstelsel in het sterrenbeeld Andromeda. Het hemelobject werd op 23 oktober 1878 ontdekt door de Franse astronoom Édouard Jean-Marie Stephan.

## Synoniemen
- UGC 12292
- MCG 6-50-16
- ZWG 515.18
- PGC 70196